# كوستيكا دافينو
كوستيكا دافينو (بالرومانية: Costică Dafinoiu)‏ (مواليد 6 فبراير 1954) هو ملاكم روماني، مثّل بلاده في الألعاب الأولمبية الصيفية 1976 وحقق الميدالية البرونزية في فئة وزن الثقيل الخفيف.

## روابط خارجية
- كوستيكا دافينو على موقع بوكس ريك (الإنجليزية) (registration required)
- كوستيكا دافينو على موقع اللجنة الأولمبية الدولية (الإنجليزية)
- كوستيكا دافينو على موقع أوليمبيديا (الإنجليزية)
- كوستيكا دافينو على موقع اللجنة الأولمبية الرومانية (الرومانية)